# Fuchsia procumbens
Fuchsia procumbens is een kruipend plantje dat zich gedraagt als een bodembedekker. Het is zeldzaam in zijn natuurlijk verspreidingsgebied, namelijk het noordelijke eiland van Nieuw-Zeeland rond Matauri Bay.

## Beschrijving
Dit kruipende plantje van enkele centimeters hoog groeit in een wirwar van stengels en hartvormige lichtgroene blaadjes. De kleurrijke bloempjes van nauwelijks 1 cm groot groeien rechtop vanuit een bladoksel. De bloembuisjes zijn geel, de helmdraden rood en het stuifmeel felblauw. De bessen zijn met hun 2 cm in verhouding vrij groot en rozerood gekleurd.

## Cultuur
Groeit het beste in halfschaduw en in goed doorlatende grond. Dat komt overeen met de vochtige koele omstandigheden van zijn natuurlijke standplaats. Bij voorkeur een lichte plaats om te overwinteren. Niet winterhard hoewel wat lichte vorst verdragen wordt. Het plantje is eenvoudig te kweken aangezien stekjes van de stengels makkelijk wortelen en opgepot kunnen worden.
... · 
F. arborescens · 
F. ×bacillaris · 
F. boliviana · 
F. excorticata · 
F. jimenezii · 
F. lycioides · 
F. magellanica · 
F. nigricans · 
F. pachyrrhiza · 
F. procumbens · 
F. simplicicaulis · 
F. splendens · 
F. tilletiana · 
...